# Loški Potok
Loški Potok es un municipio de Eslovenia, situado en el sur del país en la frontera con Croacia, en la región estadística de Eslovenia Sudoriental y región histórica de Baja Carniola. Su capital es Hrib-Loški Potok.
Comprende un conjunto de pequeñas localidades rurales ubicadas junto a la localidad croata de Čabar. El nombre del municipio es un hidrónimo que literalmente viene a significar "arroyo en un prado pantanoso", probablemente en referencia al arroyo del mismo nombre ubicado cerca de Travnik. El topónimo fue adaptado al alemán como "Laserbach". El trabajo forestal ha sido históricamente la base de la economía local.
En 2018 tiene 1838 habitantes.
El municipio comprende las localidades de Črni Potok pri Dragi, Draga, Glažuta, Hrib-Loški Potok (la capital), Lazec, Mali Log, Novi Kot, Podplanina, Podpreska, Pungert, Retje, Srednja vas pri Dragi, Srednja vas - Loški Potok, Stari Kot, Šegova vas, Trava y Travnik.